# Спомен-парк Крагујевачки октобар
Спомен-парк „Крагујевачки октобар“, представља спомен-комплекс подигнут у знак сећања на недужне жртве Крагујевачког масакра који су починили припадници Вермахта 21. октобра 1941. године. Тог дана немачки окупатори су у Шумарицама стрељали око 3.000 становника Крагујевца и околних места, а међу њима је било и 300 ученика крагујевачких средњих школа и шегрта који су већ радили, као и 15 дечака, чистача обуће, од 12 до 15 година старости. Према подацима историчара и кустоса музеја, покојног Станише Бркића, које је навео у својој књизи „Име и број“ из 2007. године, тог дана је стрељано 2.796 лица (2381 у Крагујевцу и 415 у околним селима).
Меморијални комплекс обухвата површину од 352 хектара, а око њега води кружни пут дужине 7 km који иде ка долинама Ердоглијског и Сушичког потока где су се стрељања и одвијала. У оквиру комплекса налази се 10 споменика (иако је првобитно планирано да их буде 30) подигнутих на хумкама стрељаних. Први од њих, назван „Споменик бола и пркоса“ подигнут је 1959. године, док је последњи „Споменик пријатељства“ саграђен 1994. и представља поклон парку од стране градске администрације румунског града Питештија.
У оквиру парка се налази и Музеј 21. октобра отворен 1976. са сталном поставком везаном за овај догађај. Одсуство отвора (прозора) на фасадама симболично сугерише на безизлазност ненаоружаних људи који су се тог дана нашли испред митраљеских цеви, тридесет и три кубуса представљају тридесет масовних гробница у самом спомен-парку и још три које се налазе у оближњим селима Илићеву, Маршићу и Грошници, док провидне пирамиде од плексигласа на њиховим врховима представљају последњи поглед жртава уперен ка небу. У оквиру спомен-парка налази се и старо војничко гробље и споменик стрељаним Словацима.
Спомен-парк је проглашен за непокретно културно добро као знаменито место од изузетног националног значаја 27. децембра 1979. године.
Орден Карађорђеве звезде трећег степена додељен је Спомен-парку за Видовдан 2021.

## Историја
Одмазда у Крагујевцу која је била извршена 20. и 21. октобра 1941. године, последица је напада партизана 16. октобра 1941. на Немце, чији се 3. батаљон 749. пешадијског пука, враћао из Горњег Милановца према Крагујевцу. При повратку у Крагујевац, Немци су на положајима Чачанског партизанског одреда код Враћевшнице поново нападнути и у стопу гоњени до села Љуљака, одакле су гоњење наставили крагујевачки партизани.
Према званичном податку у борбама са партизанима код села Љуљка укупно је погинуло 10 и рањено 26 Немаца. Тако се за одмазду, рачунало десет мртвих и двадесет шест рањених.
Прва масовна стрељања Немци су извршили у околини Крагујевца 19. октобра 1941. године. Тог дана су у селу Грошница на силу прикупили 246 особа и извели на стрељање. Ликвидирали су 233 особе док је 13 лица преживело стрељање. Сутрадан, 20. октобра је једно лице од ових 13 преминуло од последица рањавања, тако да су Немци у селу Грошнице починили ратни злочин стрељавши укупно 234 особе српске националности.
Истога дана, 19. октобра, Немци су на препад окупили за стрељање 109 особа у селу Маршић. Ликвидирали су 103 особе док је 6 лица преживело стрељање. У селу Мечковац (данас Илићево) су спровели 78 особе на стрељање. Ликвидирали су 75 особа док су 3 лица преживела стрељање. Немачке оружане снаге су 19. октобра 1941. године извршиле ратни злочин стрељавши у околини Крагујевца, у селима Грошница, Маршић и Илићево, укупно 412 цивилних лица српске националности.
Прво масовно стрељање грађана у Крагујевцу извршено је 20. октобра 1941. године. Тог дана Немци су извели на стрељање две групе цивила. Немци су стрељали прво групу од 66 особе, у којој је било највише Јевреја, а потом и групу од 53 особе из затвора, у којој је било талаца и предратних робијаша. Немачке оружане снаге су 20. октобра 1941. године извршиле ратни злочин стрељавши укупно 119 лица српске и јеврејске националности. Највеће стрељање грађана у Крагујевцу извршено је 21. октобра 1941. године. Тог дана Немци су извели 2.301 особу пред стрељачки строј код Централног гробља српске војске из 1914. и 1915. у Шумарицама. Стрељање је почело у 7 часа ујутру. Из барака су одвођене групе од по 100 људи на губилиште. До 2 часа по подне завршено је стрељање. Ликвидирали су 2.272 особе док су 29 лица преживела стрељање. Међу стрељаним је било 217 малолетних лица, од чега изнад 15 година старости, 60 ученика гимназије и 134 малолетника који нису ишли у школу, као и 23 деце испод 15 година старости, углавном ромске националности.
Немци су, 22. октобра 1941. године, објавили саопштење у виду плаката којим је Крагујевац био излепљен тог дана, а у коме су навели да је због кукавичког и подмуклог напада у току прошле недеље на немачке војнике, погинуло 10 а рањено 26 немачких војника у знак одмазде стрељано за сваког погинулог немачког војника 100, а за сваког рањеног 50 становника, укупно 2.300.

## Оснивање и градња парка
Састанак о оснивању спомен-парка одржан је 9. августа 1953. године у Београду, осам година након рата. Прво се поставило питање колике димензије би парк требало да има, а затим и питање о својинско правним односима. Донета је одлука да „не постоји проблем у вези са питањем имовинских односа“, док су за димензије парка постојала два плана. Први план је обухватао укључивање свих масовних гробница, а други се односио на већ постојећи урбанистички план у Крагујевцу који би требало да обухвати парк Шумарице. Кључно питање је било да ли парк треба да буде конципиран као „споменик у парку“ или „парк као споменик“. Иако је било предлога да се не истичу гробови, већина је одлучила да обележавање гробница треба да буде приоритет, а да је остало од секундарног значаја. Закључак састанка био је да парк треба да буде дизајниран као спомен-парк који ће представити велику трагедију која се одиграла у Крагујевцу 1941. године.
Резултати конкурса су без детаљног описа процеса селекције, објављени средином 1954. године. Победио је урбанистички пројекат архитеката Михајла Митровића, Радивоја Томића и пејзажног архитекте Смиљана Клаића. Чувени српски архитекта Никола Добровић је био позван да буде главни консултант на пројекту. Идејни пројекат спомен-парка је завршен у марту 1955. године. Главна карактеристика парка је шеталиште састављено као линеаран распоред три елемента: Меморијални музеј - маузолеј - споменик жртвама. Ове грађевине су лоциране на самом улазу у парк, а језгро концепта је пејзажна архитектура.
Прва фаза радова на терену, која је обухватила изградњу путева, пешачке стазе и регулацију вода почела је већ 1955. године. Организована је радна акција за потребе градње парка. Идејни пројекат је предвиђао да се изгради скулптура на местима где су стрељани грађани, и да свака од шест југословенских република треба да изгради део парка. Циљ тадашње комунистичке партије је био да овим покаже братство и јединство свих народа. План је предвиђао да се спомен-парк заврши до 1960. године, међутим то се није десило. Директор фабрике Застава донео је одлуку да радници пет година по једну дневницу издвајају за изградњу музеја у спомен-парку.
Први закон o заштити споменика у Југославији био је Закон о заштити културних добара који је донет 1977. године, а само две године касније је спомен-парк у Шумарицама проглашен спомеником културе од изузетног значаја. То је био последњи одлучујући тренутак у стварању спомен-парка. У наредним годинама градња споменика је успорена. Од предвиђених 30 споменика које је требало изградити на масовним гробницама, само десет је постављено, од чега половина пре 1979. године.
Парк данас захвата површину од 342 хектара. Меморијални парк обилази се кружним путем, дугим око 7 km, који посетиоце води у долине Ердоглијског и Сушичког потока где се налазе хумке убијених.
Унутар парка је 2008. године почела градња цркве посвећена Светом великомученику Георгију.

## Споменици унутар парка
У спомен на жртве стрељања читав простор Шумарица је претворен у спомен-парк у коме се налази укупно дванаест монументалних споменика везаних уз Крагујевачки октобар:
| Слика | Опис |
| ----- | --- |
|       | „Споменик Бола и Пркоса“ је први споменик који је изграђен у парку 1959. године. Дело је вајара Анте Гржетића. Подигнут је на месту где је 21. октобра 1941. године у Шумарицама стрељана једина жена - Нада Наумовић. Кроз чистоћу обраде мермерног блока представљене су фигуре мушкарца и жене у самртном грчу. Женски лик, снажно извијен унатраг, још увек пркоси смрти, а мушки, болно савијен у оштром луку напред полако пада ка земљи.                                                                  |
|       | "Споменик стрељаним ђацима и професорима" је дело вајара Миодрага Живковића, изграђен од бетона 1963. године. Налази се на месту где је стрељана највећа група ученика заједно са 18 професора. То је грандиозна скулптура у којој се моћни, разгранати блок од белог бетона преображава у нежну птицу сломљених крила, прекинуту у лету. Симболизује полет и снагу младости пресечене у тренутку када се спремала да се отисне у живот. Овај споменик постао је симбол спомен-парка и града Крагујевца.         |
|       | Споменик отпора и слободе — вајар Анте Гржетић, бронза и бетон, изграђен 1966. године. Овај рад представља смртно рањеног човека клонуле главе, који се последњим трзајем, напетих мишића, бори за још неки тренутак живота. Али, изнад њега се уздиже бели обелиск, као тријумф живота над смрћу, а његова апстрактна форма се на врху раздваја у латинично слово „В“, симбол победе. |
|       | Споменик „Кристални цвет” — архитекта Небојша Деља, бетон, изграђен 1968. године. Посвећен је петнаесторици дечака Роми, чистача обуће од 12 до 15 година старости, који су стрељани са једном групом одраслих. Геометријски сведеним формама цвета и заобљеним чашицама симболизује тек развијени пупољак, пресечен на два дела. Белина цвета истиче моралну чистоћу дечака, а црне чашице, поред боје њиховог тена, асоцирају на смрт и таму подземног света.                                                  |
|       | Споменик „Камени спавач” — архитекте Градимир и Јелица Боснић, изграђен 1970. године. Међу стрељаним Крагујевчанима било је доста људи из околних села и њима је посвећен споменик „Камени спавач“. Представља посебну целину у оквиру спомен-парка. Венцем од бетонских блокова, неједнаке висине и заобљеним и масивним мраморним скулптурама, овај споменик подсећа на сеоско двориште у коме доминирају стогови сена.                                                                                        |
|       | Споменик „Сто за једног“ — вајар Нандор Глид, бронза, изграђен 1980. године. Бронзаним спомеником „Сто за једног“ окрутна наредба генерала Бемеа је ликовно уобличена кроз мрежу испреплетених и деформисаних људских тела, чији се облици постепено губе и прерастају у велико, моћно стабло. |
|       | Спомен-обележје народа Хрватске (Кругови) — вајар Војин Бакић и архитекте Јосип и Силвана Сајсл, челик, изграђен 1981. године. Спомен-обележје народа Хрватске „Кругови“ се састоји од седам међусобно повезаних челичних дискова и представља светлосно средиште које обједињује три гробнице. Кругови, као симболи савршенства, овде су деформисани, чиме аутор показује да је живот на овом месту 21. октобра 1941. године био далеко од тог савршенства. И сваки од кругова представља стрељане људе у паду. |
|       | Споменик „Против зла“ — вајар Мигел Ромо, мермер, изграђен 1991. године поводом 50. годишњице масакра. Споменик „Против зла“ је обликован као коцкаст, компактан мермерни блок с уклесаним религиозним симболима из Апокалипсе, који говоре о праведној казни или награди за учињена (не)дела. |
|       | Споменик пријатељства је дело румунског архитекте Антон Стојкуа, који је изграђен од бетона 1994. године. Споменик је поклон румунског града Питештија. Споменик је обликован као књига, а раширени листови се трансформишу у број 21. Поглед на споменик са предње стране асоцира на голуба, симбол мира. |
|       | Споменик „Суђаје” је бронзана фигура која се прва види на улазу у парк. Налази се испред музеја 21. октобар. Инспирисана је старословенском митологијом, по којој су Суђаје биле божанства, три жене, које долазе после рођења детета и одређују му судбину или, како се још називало, срећу. Лепе девојке представљају добру срећу, док старе жене лошу. Управо старе жене које су представљене на овој фигури приказују судбину људи који почивају у парку.                                                    |
|       | Споменик „Човек без илузија” је бронзана фигура која се налази испред музеја 21. октобар. Фигура представља мршавог човека издужених руку и ногу који седи на ниској столици, док му је глава клонула на груди. У руци држи три увела цвета која су малаксало спуштена на колена. Скулптура као да се повија и тежи да пропадне у земљу. |
|       | Споменик „Вечни пламен слободе” — је дело вајара Драгана Ђорђевића, изграђен 1978. године. Упалио га је председник СФРЈ Јосип Броз Тито. У континуитету је горео два месеца, затим пуштан повремено, да би потом био потпуно угашен. Обновљен је 21. октобра 2011. године. Више пута је био на мети лопова, укључујући 2011. и 2013. годину, када је украден месингани горионик. |

## Споменици ван парка
| Слика | Опис |
| ----- | --- |
|       | Споменик стрељаним Србима и Јеврејима је дело вајара Милорада Зорбића, а поклон је израелског града Бат Јама. Споменик је од мермера и изграђен је 1991. године. Налази се ван територије спомен-парка, у крагујевачком насељу „Багремар”, на месту где су Немци стрељали припаднике два народа. Споменик је у облику коцке и симболизује вечну успомену на јединство Срба и Јевреја који су заједно отишли у смрт. Такође споменик симболизује шестокраку Давидову звезду. |

## Музеј
На улазу у спомен-парк подигнута је 1976. године импозантна зграда спомен-музеја „21. октобар“ у чијој је архитектури наглашена симболика крагујевачке трагедије. Одсуство отвора (прозора) на фасадама сугерише безизлаз ненаоружаних људи испред митраљеских цеви, тридесет и три кубуса - тридесет масовних гробница у спомен-парку и три у селима Илићеву, Маршићу и Грошници, а провидне пирамиде од плексигласа на њиховим врховима представљају последњи поглед жртава уперен ка небу.
Унутар музеја се, међу осталим, налази збирка докумената везаних уз масакр, колекција фотографија, библиотека и читаоница. У музеју су постављене и збирке слика из сликарске колоније Мостови Балкана, те збирка слика сликара Петра Лубарде и збирка скулптура вајара Драгана Панића.
Доњи ниво музеја је арт простор и користи се за презентацију уметничких и документарних изложби како би се чувала сећања на догађај како се он не би поновио. Поставка почиње речима Николе Тесле. На првом паноу дати су подаци о Крагујевцу од првог помена овог места 1476. године па све до средине 19. века. На другом се налази Крагујевац уочи Другог светског рата и Крагујевчани у обичним приликама. Следећи панои представљају причу о Југославији, покретима отпора, Крагујевачкој трагедији,... На зидовима се налази холоскрим, провидна пројекциона плоча на којој се емитују ликови и имена стрељаних. На зиду се налазе 42 поруке које су написане у последњим тренуцима пре стрељања. Над изложбеним холом се надвија скулптура нацистичког орла. У просторији „Крвава бајка“ налазе се слике и имена жртава.
Спомен-музеј и меморијални парк је за 35 година од отварања посетило око пет милиона људи, у просеку 250.000 годишње. Посете се организују тако што почињу у спомен-музеју, а завршавају се у Меморијалном простору.

## Дан сећања
Прва комеморација у Шумарицама у знак сећања на овај догађај одржана је 1953. године. Током комеморације интонирала се химна, полагани су венци, говорили су преживели са стрељања и преношене кратке вести са светских ратишта. Уметнички део се састојао у избору прозних и поетских текстова, у наступу драмских уметника као и учешћу познатих хорова и оркестара. Од 1964. године програм је почео стално да се одржава са почетком у 11 часова код Споменика стрељаним ђацима и професорима и трајао 45 минута. Од 1971. године формирао се савет „Велики школски час“ који бира писца који ће писати песму за извођење. Први аутор песме „Црни Дан“ која је изведена 1971. био је Душко Радовић, редитељ Здравко Шотра, а композитор Константин Бабић. Од 1991. године уводи се парастос који служи епископ Шумадијске епархије. Од 1991 до данас учествовало је више од 50.000 учесника, а програму присуствује више од 1.000 људи, највиши државни функционери, председник, премијер и министри, као и амбасадори многих држава Европе који полажу венце на гробницу стрељаних ђака и професора. Радио-телевизија Србије директно преноси манифестацију коју прати преко милион гледалаца.
у Србији се 21. октобар обележава као државни празник, Дан сећања на српске жртве у Другом светском рату. Први пут је на овај начин обележен 21. октобра 2012. године.

## Старо војничко гробље
При самом уласку у спомен-парк, са леве стране пута за Горњи Милановац, налази се једно од најстаријих војничких гробља у Шумадији, које је настало у 19. веку. На њему је сахрањен велики број војника из Српско-турских ратова (1876—1878), Балканских ратова, као и из Првог светског рата. Током Првог светског рата у Крагујевац су се сместили престолонаследник Александар I Карађорђевић, Врховна команда и централна болница српске војске. У болницу, која се налазила на месту где је данас стадион Фудбалског клуба Раднички, почев од краја лета 1914. године доношени су тешки рањеници са свих фронтова. У зиму 1914/15. било је много оболелих од пегавог тифуса. Преминули војници сахрањивани су на тада непошумљеном брдашцу које се налазило западно од Крагујевца. На том месту је већ постојало војничко гробље, основано у време српско-турских ратова 1876—1878. године. Сахране су биле учестале са балканским ратовима 1912-1913, а нарочито када је почео Први светски рат. Током Првог светског рата гробље се вишеструко увећало. Октобра 1915. године, српска војска се повукла према југу, а Крагујевац су заузеле немачке и аустроугарске трупе. Аустроугарски војници нису оскрнавили српско војничко гробље, а на њему су почели да сахрањују своје погинуле и умрле војнике.
Претпоставља се да се ту налази око 2500 гробова. Поред српских, овде су касније сахрањивани и немачки и аустроугарски војници. После Другог светског рата, гробље је скоро потпуно уништено, а на највећем делу су засађени борови. Српско војничко гробље је делимично обновљено 1998. године, а на њему се сада налази тек неколико десетина споменика и то углавном старијих од 1912. године.
Испред гробља постављена је лавља фигура дуга 2,2 метара и висока 1 метар. Аустријанци су је пренели из Тополе 1915. године и наредили да се постави испред гробља на коме су сахрањени њихови војници, умрли или погинули у Шумадији. Првобитно, две фигуре је наручио краљ Петар I Карађорђевић како би стајале на улазу у цркви Светог Ђорђа у Тополи. Једна фигура се и данас налази на војничком гробљу у Шумарицама, а за другу се не зна где је, јер су је 1918. године Аустријанци одвезли у непознатом правцу.
- Споменик у војничком гробљу
- Споменик у војничком гробљу
- Споменик у војничком гробљу
- Споменик у војничком гробљу
- Камени лав

## Споменик стрељаним Словацима
Меморијални комплекс „Чехословачко гробље“ или „Словачко гробље“ налази се у југоисточном делу спомен-парка Крагујевачки октобар. На њему су сахрањени стрељани аустро-угарски војници, међу којима је било највише Словака из околине Тренчина који су се налазили у 71. пешадијском пуку. Они су претрпели значајне губитке на италијанском фронту, па су доведени у Крагујевац како би се у позадини опоравили и попунили. Пук је допуњаван повратницима из руског заробљеништва који су, после одмора код куће од 2-3 недеље, требало да се поново упуте на фронт. Због страха од „бољшевизма“ они су дочекани врло неповерљиво, а дисциплина према њима је била пооштрена што је изазивало незадовољство.
Главна побуна је избила 2. јуна (20. маја) око 22 часова. Сам 71. пешадијски пук је био подељен на групу која је била уз побуњенике, и ону против њих. Укупно је било око 700 побуњеника. Под вођством наредника Виктора Кобилика дошли су до центра вароши, где су убили аустријске војнике који су покушали да их умире. Позивали су и народ да им се придружи, али то се није догодило. Побуњеници су заузели железничку станицу, уништили телеграфске уређаје и кренули ка официрском дому. Почела је жестока улична борба која је трајала целу ноћ. Око 2 сата после поноћи напад побуњеника је почео да слаби. Сутрадан је наређено једном батаљону из Младеновца да крене у Крагујевац како би помогао да се умири побуна. Када је стигао батаљон у варош, побуна је већ била угушена. Велики број побуњеника на челу са Виктором Кобиликом је ухваћен. Осамдесет побуњеника је изведено на суд, од којих је 44 осуђено на смрт стрељањем, а осуђено је и 5 цивила. Пресуда је изречена 8. јуна (26. маја) а извршена је истог дана у 15 часова.
У знак сећања на овај догађај, 1924. године је подигнут споменик од белог мермера, на коме су урезана имена 44 војника, а на његовом врху је бронзани орао раширених крила. Споменик и две гробнице иза њега су ограђени, а на улазу се налазе две фигуре лава.

## Ботаничка башта
У оквиру Спомен-парка 1997. године отворена је Ботаничка башта Крагујевац. Ботаничка башта је организациона целина Института за биологију и екологију Природно-математичког факултета Универзитета у Крагујевцу. Простире се на 18 ha и за сада је највећа ботаничка башта на Балкану.

## Галерија
- „Споменик стрељаним ђацима и професорима“, детаљ
- Поглед на „Споменик стрељаним ђацима и професорима“
- Споменик „бола и пркоса“
- Музеј ноћу
- Музеј ноћу
- „Вечни пламен слободе“
- Спомен-плоча поводом педесетогодишњице стрељања
- Црква у Шумарицама
- Споменик српским војницима
- Старо војничко гробље
- Старо војничко гробље
- Споменик ноћу